# The Feud (film 1914)
The Feud  è un cortometraggio muto del 1914. Nei titoli, non compare il nome del regista.

## Produzione
Il film fu prodotto da Pat Powers per la sua casa di produzione, la Powers Picture Plays.

## Distribuzione
Distribuito dalla Universal Film Manufacturing Company, il film - un cortometraggio in due bobine  - uscì nelle sale il 29 maggio 1914.

### Data di uscita
- USA	29 maggio 1914

Alias
- The Last of Their Race	USA (titolo alternativo)